# Urakaze (contratorpedeiro de 1940)
O Urakaze (浦風) foi um navio contratorpedeiro operado pela Marinha Imperial Japonesa e a décima primeira embarcação da Classe Kagerō. Sua construção começou em abril de 1939 nos estaleiros da Fujinagata e foi lançado ao mar em abril de 1940, sendo comissionado na frota japonesa em dezembro do mesmo ano. Era armado com uma bateria principal de seis canhões de 127 milímetros e oito tubos de torpedo de 610 milímetros, tinha um deslocamento carregado de 2,5 mil toneladas e conseguia alcançar uma velocidade máxima de 35 nós (65 quilômetros por hora).
O Urakaze teve uma carreira ativa na Segunda Guerra Mundial. Ele escoltou porta-aviões no Ataque a Pearl Harbor e na Batalha da Ilha Wake no final de 1941, enquanto no ano seguinte participou de operações no Oceano Pacífico e Oceano Índico, na Batalha de Midway e na Campanha de Guadalcanal. Durante 1943 e 1944 ocupou-se principalmente da escolta de comboios de suprimentos, tropas e militares. Ele participou das batalhas do Mar das Filipinas em junho de 1944 e Golfo de Leyte em outubro, sendo afundado em novembro depois de ser torpedeado pelo USS Sealion.